# Archidiecezja Samarinda
Archidiecezja Samarinda (łac. Archidioecesis Samarindaensis) – rzymskokatolicka archidiecezja ze stolicą w Samarindzie w Indonezji, wchodząca w skład Metropolii Palembang. Siedziba arcybiskupa znajduje się w katedrze Najświętszej Maryi Panny w Samarindzie.

## Historia
- Archidiecezja Samarinda powstała w dniu 21 lutego 1955 jako wikariat apostolski Samarinda. W dniu 3 stycznia 1961 roku wikariat został podniesiony do rangi diecezji. W dniu 29 stycznia 2003 roku diecezja została podniesiona do rangi archidiecezji.

## Biskupi
- ordynariusz: Yustinus Harjosusanto

## Podział administracyjny
W skład archidiecezji Palembang wchodzi 25 parafii

## Główne świątynie
- Katedra: Katedra Najświętszej Maryi Panny w Samarindzie